# FIFA ONLINE 2
FIFA Online 2は、エレクトロニック・アーツ（EA）が開発した、オンラインのサッカーゲームである。日本国内においては、EAからライセンス提供を受けたゲームオンが、ゲームチューコンテンツで運営している。
なお、「FIFA Online 2」に収録されているリーグは、FIFA 11のものと同じである。

## 収録リーグ
- イングランド
  - プレミアリーグ
  - EFLチャンピオンシップ
  - EFLリーグ1
  - EFLリーグ2
- フランス
  - リーグ・アン
  - リーグ・ドゥ
- ドイツ
  - ブンデスリーガ
  - ツヴァイテリーガ
  - 3.リーガ
- イタリア
  - セリエA（ユヴェントスとローマは偽名収録。選手は実名収録）
- スペイン
  - ラ・リーガ サンタンデール
  - ラ・リーガ スマートバンク
- オーストリア
  - オーストリア・ブンデスリーガ
- ベルギー
  - ジュピラー・プロ・リーグ
- デンマーク
  - 3F スーペルリーガ
- ノルウェー
  - エリテセリエン
- ポーランド
  - PKO エクストラクラサ
- ポルトガル
  - Liga NOS
- アイルランド
  - SSE エアトリシティ リーグ
- スコットランド
  - スコティッシュ・プレミアシップ
- スウェーデン
  - アルスヴェンスカン
- スイス
  - ライファイゼン・スーパーリーグ
- トルコ
  - スュペル・リグ
- 韓国
  - Kリーグ1
- オーストラリア
  - Aリーグ